# Evangelische Kirche (Oberkalbach)

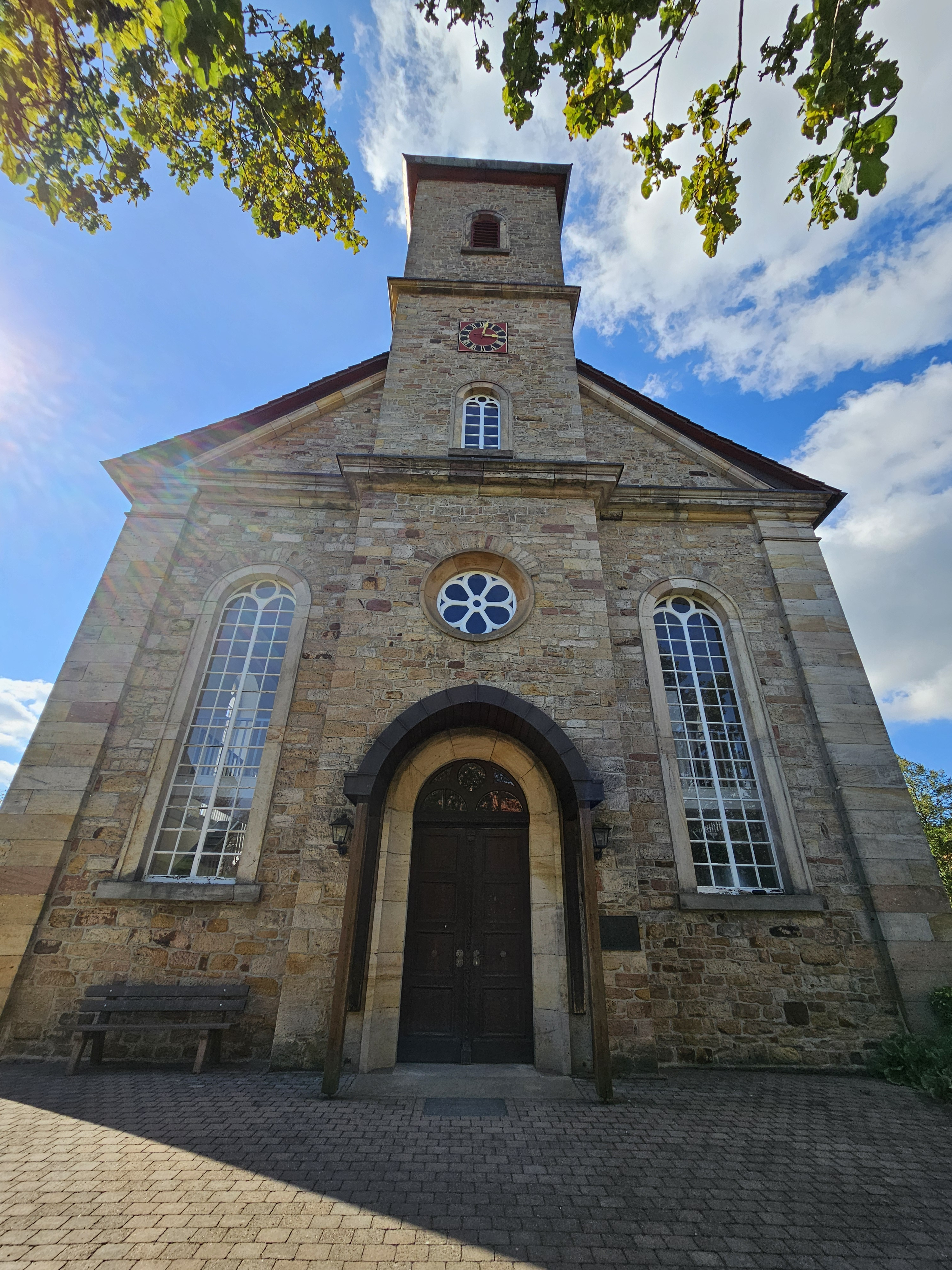
Außenansicht (2024)

Die Evangelische Kirche Oberkalbach ist ein ortsbildprägendes Kirchengebäude in Oberkalbach, einem Ortsteil der Gemeinde Kalbach im Landkreis Fulda. Die Lukasgemeinde Kalbach gehört zum Kirchenkreis Fulda im Sprengel Hanau-Hersfeld der Evangelischen Kirche von Kurhessen-Waldeck.

## Geschichte
Der Bau der Kirche begann 1847, nachdem die alte Kirche, deren Standort nicht mehr dokumentiert ist, den Anforderungen der wachsenden evangelischen Gemeinde nicht mehr genügt hatte. Das neue Gotteshaus sollte der Mittelpunkt des Gemeindelebens werden. Die Finanzierung erfolgte durch Spenden und Eigenleistungen der Gemeindemitglieder, unterstützt durch freiwillige Hilfe aus benachbarten katholischen Gemeinden, etwa aus Mittelkalbach. Eine Besonderheit ist die gegenseitige Unterstützung der Konfessionen: Rund 50 Jahre später halfen Oberkalbacher Bürger beim Bau der katholischen Kirche St. Sebastian in Mittelkalbach.

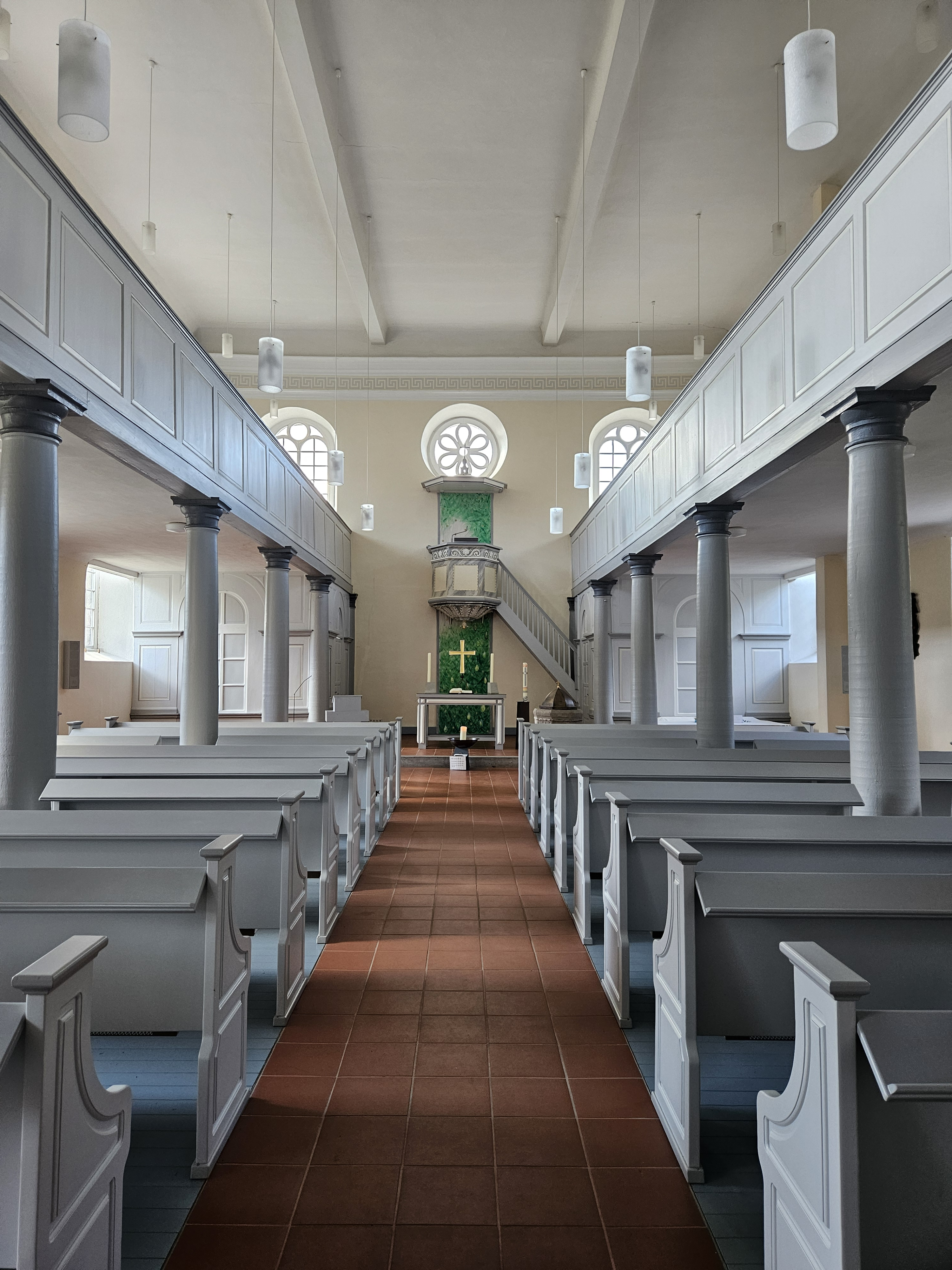
Kirchenraum mit Blick zum Altarraum (2024)

Am vierten Advent 1850 wurde der erste Gottesdienst in der neuen, noch unvollendeten Kirche gefeiert. Die Einweihung erfolgte am 10. April 1853 durch Superintendent Eberhard aus Hanau. Der Bau wurde im Stil des ländlichen Klassizismus des 19. Jahrhunderts ausgeführt, mit einer schlichten, aber funktionalen Architektur.
Im Laufe der Jahrzehnte wurde die Kirche mehrfach umgebaut und instand gesetzt: Im Jahr 1902 fanden die ersten umfangreichen Renovierungsmaßnahmen statt, um die Bausubstanz zu sichern und das Gebäude in einem guten Zustand zu erhalten. 1929 bis 1930 wurde die Kirche elektrifiziert, wodurch die Nutzungsmöglichkeiten deutlich erweitert wurden. 1953 musste die Kirche nach schweren Beschädigungen durch Artilleriebeschuss im Zweiten Weltkrieg wiederaufgebaut werden. Die Arbeiten umfassten die Erneuerung des Daches, der Fenster und der Innenausstattung. 1974 wurde der Innenraum der Kirche grundlegend umgestaltet. Der Mittelgang wurde entfernt und durch eine kompakte Sitzanordnung ersetzt, um die Kapazität des Kirchenschiffs zu erhöhen und eine zeitgemässere Nutzung zu ermöglichen. 1983 beschädigte ein Sturm das Dach der Kirche schwer, das daraufhin vollständig neu gedeckt wurde.
Von 1999 bis 2006 wurde eine umfassende Renovierung in mehreren Bauabschnitten durchgeführt. Die Dachkonstruktion wurde vollständig erneuert, es wurden marode Fenster repariert und die Ostfassade durch ein Kupfervordach vor Witterungseinflüssen geschützt. Der Innenraum erhielt eine neue Lehmschüttung und die Decke wurde im historischen Stil restauriert und verputzt. Im Rahmen dieser Arbeiten wurde auch die historische Orgel restauriert. Darüber hinaus wurden eine moderne Bankheizung und neue Holzbänke eingebaut und die Elektroinstallation komplett erneuert. Nach Abschluss dieser Sanierung wurde die Kirche am 10. Dezember 2006 mit einem Gottesdienst wiedereröffnet.

## Architektur

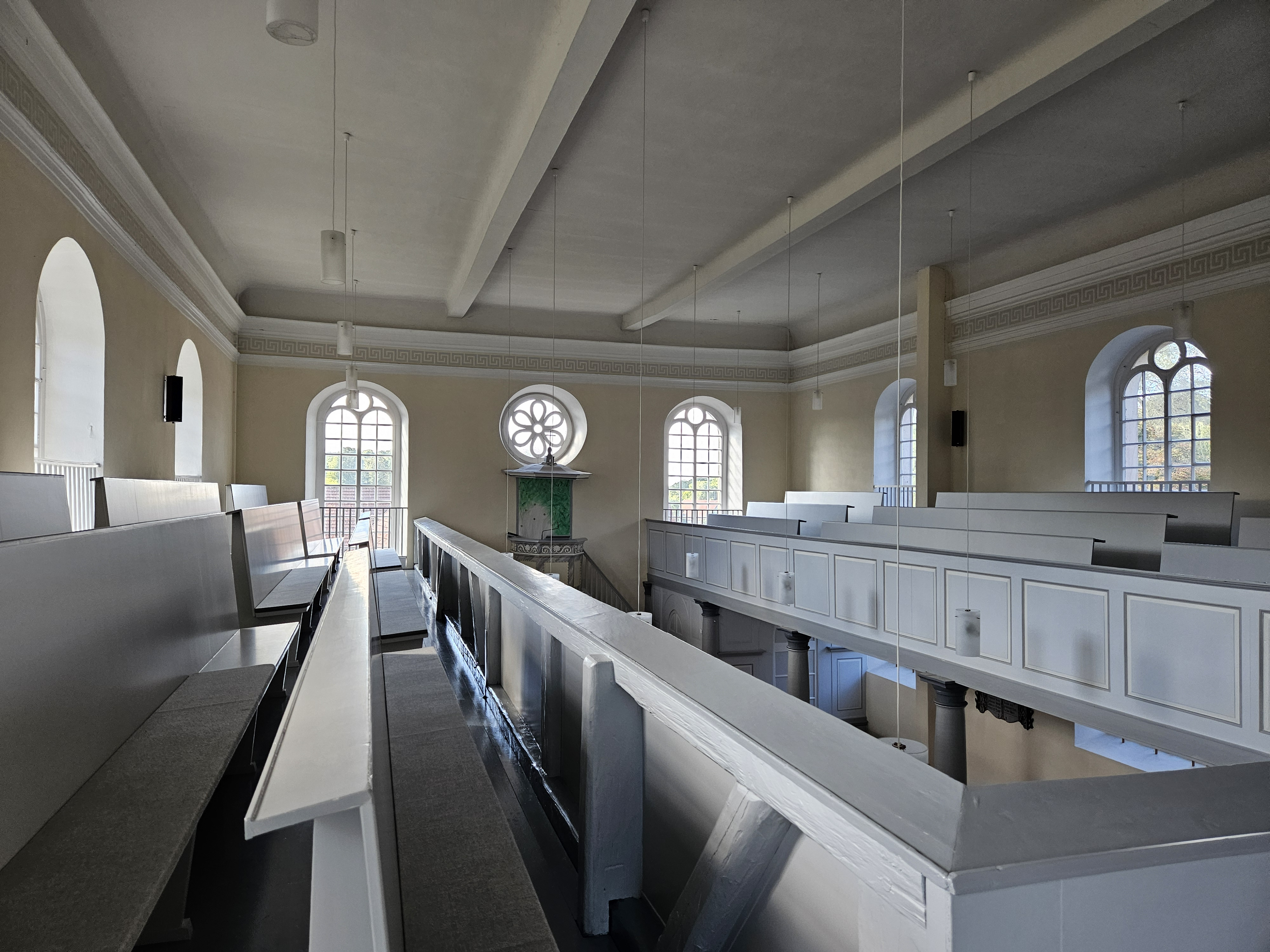
Empore (2024)

Die Kirche ist ein schlichter klassizistischer Saalbau mit einem rechteckigen Grundriss. Der vorgelagerte Turm im Westen trägt eine barocke Haube mit Laterne, die das Erscheinungsbild prägt. Die Fassade besteht aus Sandstein, und die rundbogigen Fenster unterstreichen den funktionalen Charakter des Bauwerks.
Die Holzbalkendecke und die Dachkonstruktion wurden im Zuge der letzten Renovierung 2006 vollständig erneuert. Im Innenraum ziehen sich Emporen an drei Seiten entlang, wodurch die Kapazität der Kirche erhöht wird.

## Ausstattung

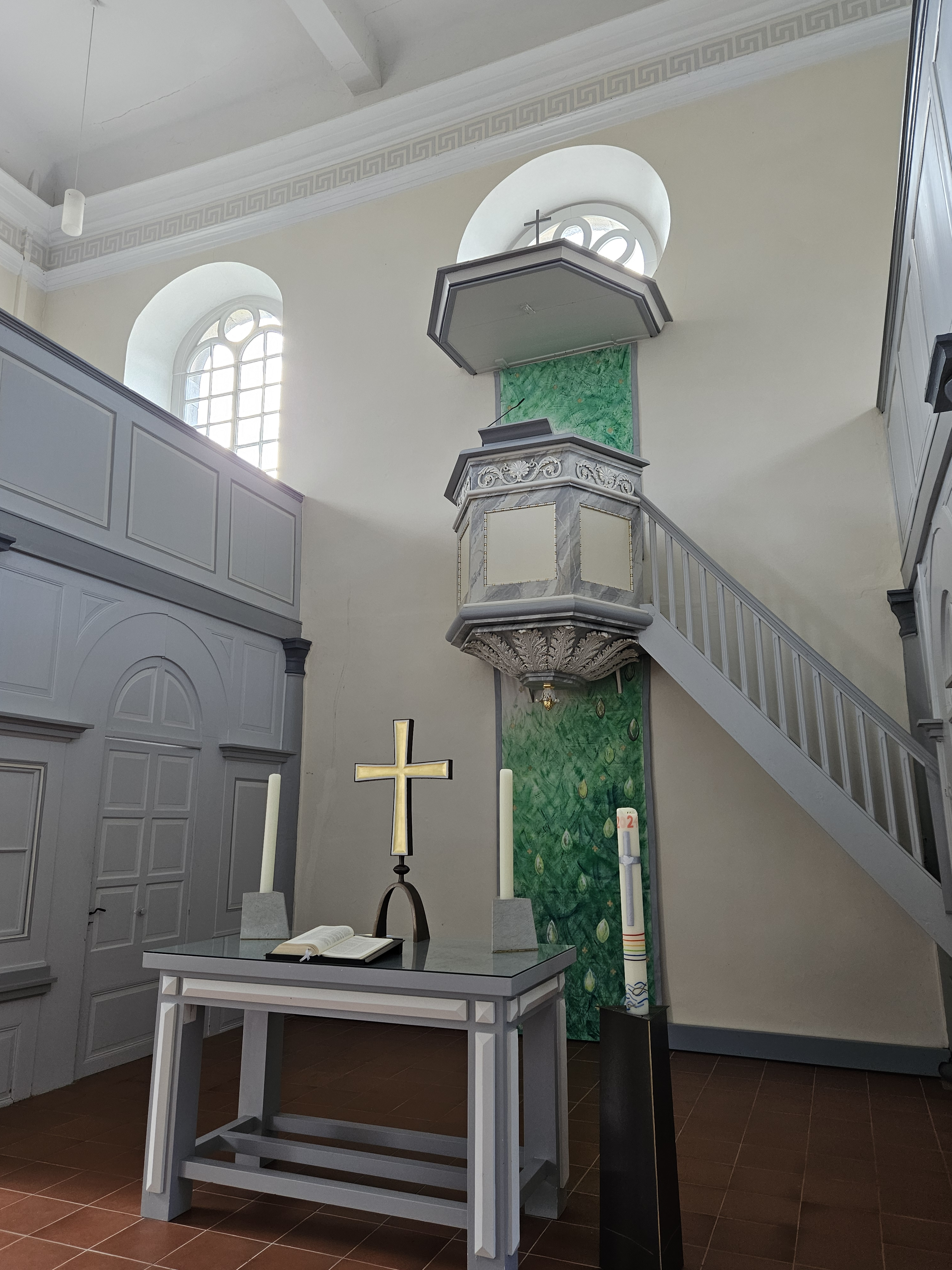
Altarraum (2024)

### Altar, Kanzel und Taufbecken
Der Altar, die Kanzel und das steinerne Taufbecken bilden das liturgische Zentrum der Kirche. Der schlichte Holzaltar stammt aus der Bauzeit und wurde mehrfach überarbeitet, zuletzt 1974. Die Kanzel, ebenfalls aus Holz gefertigt, wurde im Rahmen der Renovierung 2006 farblich neu gestaltet.

### Sitzmöbel und Innenraumgestaltung
Die ursprünglichen Holzbänke wurden 1974 durch moderne Sitzblöcke ersetzt, die eine kompaktere Bestuhlung des Kirchenschiffs ermöglichen. 2006 wurden die originalen Bänke wiederhergestellt.

## Orgel

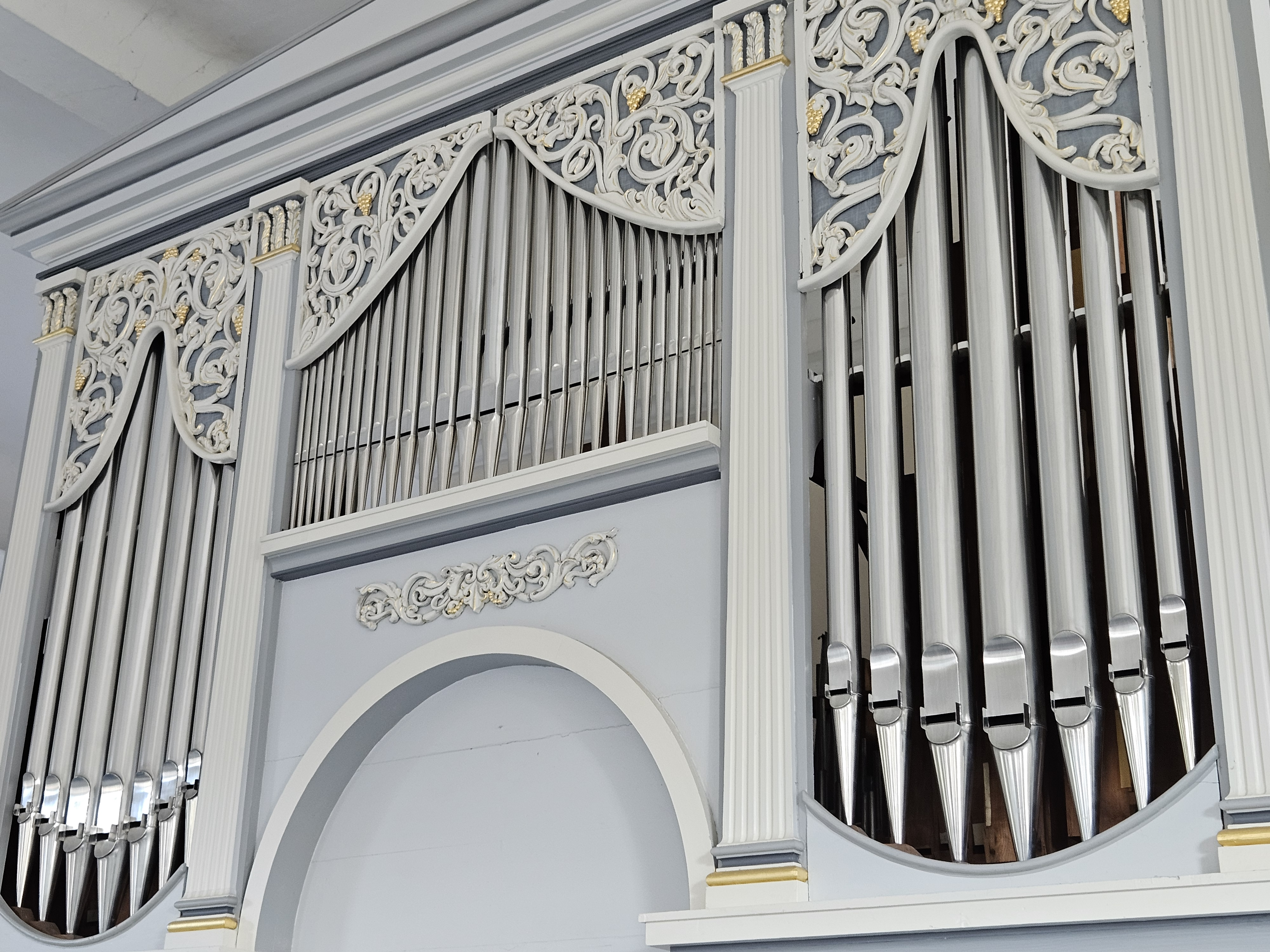
Orgelprospekt (2024)

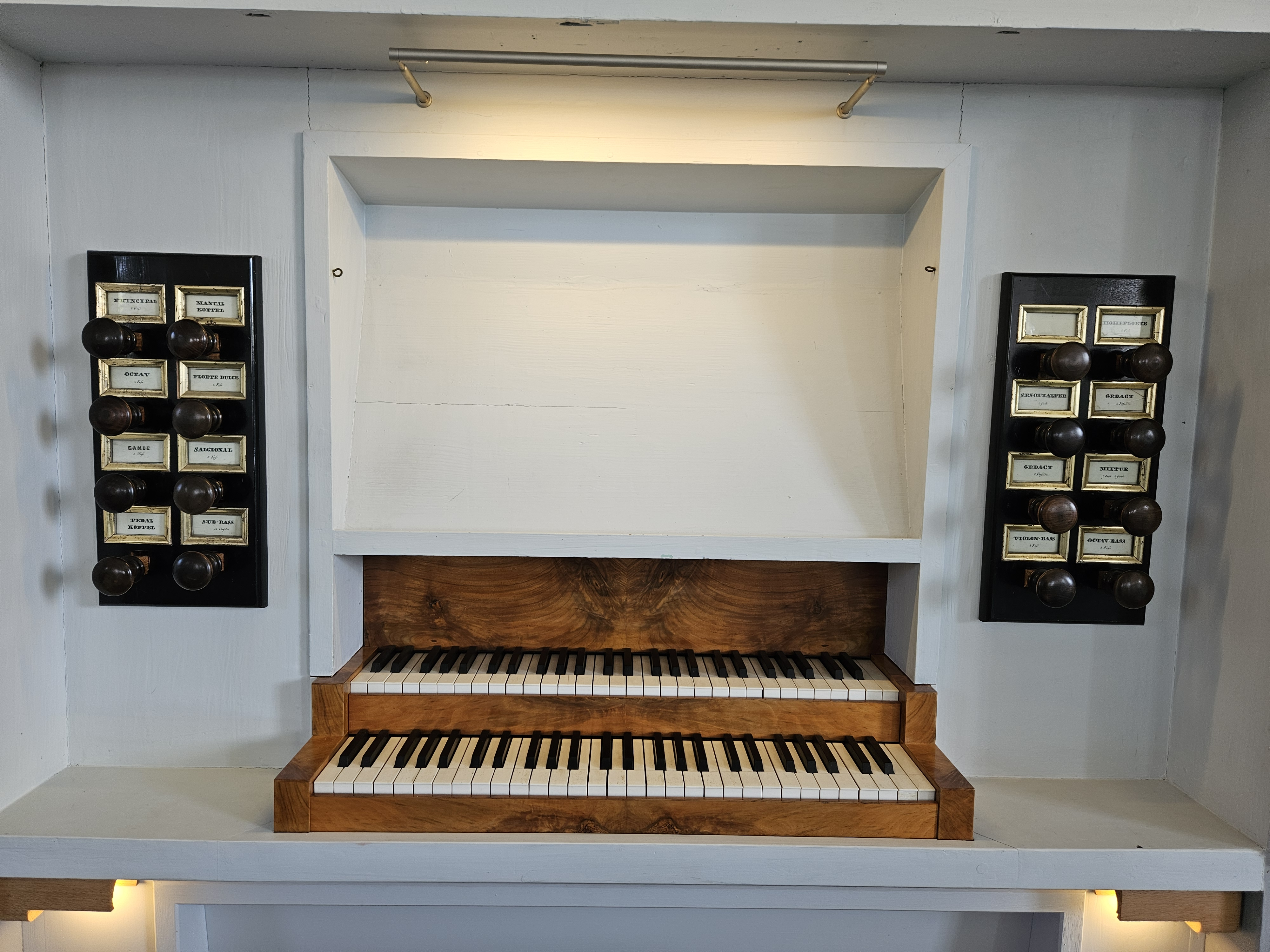
Spieltisch (2024)

Die Orgel der Kirche Oberkalbach hat eine bewegte Geschichte, die eng mit dem Erhalt und der Restaurierung der Kirche verbunden ist. Sie wurde 1850 von den Orgelbauern Bernhard und Jakob Ziese aus Ellingerode gefertigt und gehört zu den wenigen erhaltenen Exemplaren dieser Orgelbaufamilie. Trotz zahlreicher Eingriffe im Laufe der Zeit konnte die historische Substanz der Orgel weitgehend bewahrt werden.
Die Orgel wurde mehrfach umgebaut, was ihren ursprünglichen Charakter teilweise beeinträchtigte. Im Jahr 1902 wurde sie durch Wilhelm Ratzmann aus Gelnhausen leicht verändert. Nasard 2 2⁄3′ wich einer Gamba 8′. 1953 wurden die beiden Keilbälge von Gebrüder Hoffmann aus Ostheim/Rhön durch einen Schwimmerbalg ersetzt. Das gleiche Unternehmen nahm 1969 eine umfangreiche Überholung vor. Dabei wurde die gesamte Mechanik mittels Aluminium, Eisen und Kunststoff ersetzt. Neue Klaviaturen, Register (Mixtur und Sesquialter) sowie neue Normalkoppeln wurden eingebaut.
Im Jahr 2002 begann eine umfassende Restaurierung der Orgel, nachdem Gutachten von Kirchenmusikdirektor Jürgen Hessel und Orgelsachverständigem Gunther Martin Göttsche den schlechten Zustand des Instruments dokumentiert hatten. Die Arbeiten wurden von der Orgelbauwerkstatt Mebold aus Siegen durchgeführt. Sie zogen sich aufgrund der zeitgleich stattfindenden Renovierungen der Kirche bis 2006 hin. Ziel war es, den ursprünglichen Zustand der Orgel weitgehend wiederherzustellen.
Das Pfeifenwerk war größtenteils original erhalten, mit Ausnahme von vier Registern, die ersetzt oder stark verändert worden waren. Die fehlenden oder beschädigten Pfeifen wurden rekonstruiert. Alle Metallpfeifen wurden gereinigt und ihre Stabilität verbessert, während Holzpfeifen repariert und Risse verleimt wurden. Das Gedackt-Register wurde auf seinen ursprünglichen Platz zurückgeführt, und die Mixtur sowie der Sesquialter wurden vollständig erneuert. Die Windladen wurden zerlegt, gereinigt und umfangreich restauriert. Der Spieltisch von 1969 wurde entfernt und durch einen rekonstruierten Spieltisch im historischen Stil ersetzt. Die neue Mechanik wurde nach Vorbild der Ziese-Orgel in Kressenbach angefertigt. Für die Spieltraktur wurden wieder traditionelle Materialien verwendet.
Die restaurierte Orgel verfügt über zehn Register auf zwei Manualen und Pedal. Die Disposition lautet:
| I Hauptwerk C–f3 |       |
| Prinzipal        | 8′    |
| Hohlflöte        | 8′    |
| Gambe            | 8′    |
| Oktav            | 4′    |
| Gedact           | 4′    |
| Mixur IV         | 1 ⁄3′ |

| II Werk C–f3   |    |
| Gedact         | 8′ |
| Salicional     | 8′ |
| Floete dulce   | 4′ |
| Sesquialter II |    |

| Pedal C–c1 |     |  |
| Subbaß     | 16′ |  |
| Oktavbaß   | 08′ |  |
| Violonbaß  | 08′ |  |

- Koppeln: I/II, I/P

## Glocken
Das Geläut der Kirche umfasst mehrere Glocken, die teils historischen Ursprungs sind. Eine Glocke aus dem Jahr 1611 wurde nach Beschädigungen im Zweiten Weltkrieg umgegossen. Die heutigen Glocken stammen von verschiedenen Gießereien und wurden zuletzt 1950 erneuert.

## Kirchengemeinde
Im Jahr 2006 wurden die beiden bis dahin selbständigen Kirchengemeinden Heubach, Oberkalbach und Uttrichshausen zur Evangelischen Lukasgemeinde Kalbach vereinigt. Obwohl die Gemeinde seit der Fusion der Kirchenkreise Schlüchtern und Gelnhausen zum Kirchenkreis Kinzigtal dem Kirchenkreis Fulda angegliedert ist, bildet sie mit ihrem Nachbargemeinden im Sinntal einen Kooperationsraum. Dazu gehören die große Evangelische Christusgemeinde in Sinntal und Marjoß (Oberzell, Züntersbach, Altengronau, Neuengronau, Marjoß, Jossa, Sterbfritz und Breunings) sowie die Gemeinde Mottgers, Weichersbach und Schwarzenfels.